# Ava Inferi
Ava Inferi és un grup de doom/gotic-Heavy metal creat l'any 2005 a Almada, Portugal, pel guitarrista de la banda Mayhem, Rune Eriksen i la cantant Carmen Susana Simóes, antiga cantant d'Aenima. El juny de 2006 és presentat el seu primer àlbum Burdens. La primavera del 2007 la cantant Carmen Susana Simóes col·labora amb els també portuguesos Moonspell a l'àlbum Under Satanae. A l'octubre presenten el segon àlbum d'estudi The Silhouette, on destaca la cançó "Dança das ondas" i particularment el treball realitzat amb el magnífic videoclip. El maig del 2009 apareix el tercer llarga durada de la banda, Blood of Bacchus, i en 2011, el darrer, Onyx. El grup es va separar en 2013

## Àlbums
- Burdens (2006)
- The Silhouette (2007)
- Blood of Bacchus (2009)
- Onyx (2011)